# ۹۸۱ (خورشیدی)
۹۸۱ نهصد و هشتاد و یکمین سال هجری خورشیدی است.